# Polonia (Montreal)
Polonia – polskojęzyczny tygodnik wydawany nieregularnie w Montrealu w Kanadzie w okresie od 27 października 1934 do 30 listopada 1935, jako kontynuacja Słowa Polskiego.
Wydawcą i pierwszym redaktorem był Wilhelm W. Rybak (właściciel wydawnictwa Polonia Publishing Company), a pod koniec istnienia pisma Leon S. Garczyński (wcześniej Czas, Słowo Polskie) – m.in. autor przewodnika dla emigrantów Co to jest Kanada? (Warszawa, 1930) i założyciel popularnego biura podróży w Toronto. 